# کالیگانج
کالیگانج (به لاتین: Kaliganj) یک منطقهٔ مسکونی در بنگلادش است که در ناحیه لال‌منیرهات واقع شده‌است. کالیگانج ۲۳۶٫۹۶ کیلومتر مربع مساحت و ۱۸۷٬۴۹۴ نفر جمعیت دارد.